# 燕返
燕返（つばめがえし）は、柔道の投技の足技21本の一つ。講道館では1982年（昭和57年）に新たに名称として登録された。講道館や国際柔道連盟 (IJF) での正式名。IJF略号TSU。別名足払返（あしばらいがえし）。

## 概要
足払い系の技及び、小外系の技、の返し技で、後の先の技の一種である。足車等も返す事が出来る。
受けが足払い系の技（出足払、送足払、払釣込足、支釣込足）又は、小外系の技（小外刈、小外掛）をかけてきたとき、その払ってきた足をすかし、逆にその勢いを利用して足払い（出足払）をかける。すなわち、足払いをかわして逆に足払い（出足払）をやり返すのである。相手は他の足払い系の技と同様に足を滑らせる様に倒れる。
なお、燕返は相手に技を掛けられた足で技を掛け返さなければならない（やり返さなければならない）ため、この条件を満たしていないものは全て出足払として扱われる（例えば、左小内刈で攻めてきた相手を、右出足払で反撃した場合等）。足払い系の技は、巴投の様に、右組・右足、右組・左足、左組・右足、左組・左足のパターンがあるが、燕返も足払い系の技（の返し技）のため、基本的にこれらの4パターン（相四つ、ケンカ四つの組手の組み合わせも含めれば、8パターン）がある。
返し技（カウンター技）の中でも後の先の技（その技専用の返し技）の一つであり、主に足払い（手によるものではなく、足を使ったもの。ただし、足と組手を組み合わせたものは含む。）に対するカウンターである。
相手の足払いの手によるものにも有効である。
「燕が宙返りをするような足払いのため」という事と「剣術の燕返し（一度、振りぬいた剣を反転させ、もう一度、振りぬく技）からとった」というのが、名前（技名）の由来である。
形としては、「小外すかし」、「足払すかし」（ただし、足をかわしただけで、足を刈ったり、引っ掛けたり、足払いを掛けなかった時の場合であり、そのまま倒すと浮落が記録され、相手が自分の足の内側を狙ってきたところを倒すと小内返となる）、「小外返」とも言える。
薪谷翠がこの技の名手としてよく知られている。
名称設定の経緯については後の先も参照のこと。